# Марикостински пролом
Марикостинският пролом е последния (9-и по ред) пролом на река Струма по течението ѝ в България, между Петричко-Санданското поле на север с малкото Марикостинско поле на юг.
Проломът е с епигенетичен произход и е с дължина около 1 km, а надморската му височина е около 80 m. Всечен е в напречния Митински рид – източно продължение на планината Беласица.
Започва при устието на река Струмешница в Струма на 85 m н.в., насочва се на югоизток и завършва в северозападния край на Марикостинското поле на около 73 m н.в. Дълбочината му е около 70 – 75 m. Североизточните му склоновете са полегати, а югозападните по-стръмни.

## Топографска карта
- Лист от карта K-34-95. Мащаб: 1 : 100 000.